# Zami
La Zami (birman : ဇမိမြစ်) est une rivière de Birmanie. Elle se jette dans la Ataran River (en) et fait partie du bassin de la Salouen.